# 飯綱町議会
飯綱町議会（いいづなまちぎかい）は、長野県飯綱町の地方議会。

## 概要
- 定数：15人
- 任期：4年
- 選挙区：町全体を1選挙区とする大選挙区制（単記非移譲式）
- 議長：青山弘（無所属）
- 副議長：原田幸長（公明党）

## 運営

### 会期
飯綱町議会の定例会は、毎年3月、6月、9月及び12月に召集され、その他にも必要に応じて臨時会が開催される。

## 党派
| 党派名     | 議員数 |
| ---------- | ------ |
| 無所属     | 12     |
| 日本共産党 | 2      |
| 公明党     | 1      |
| 欠員       | 0      |
| 計         | 15     |

（2021年10月末現在）

## 委員会

### 議会運営委員会
議会運営委員会は、会議の日程や議事の進め方など、円滑な議会運営に必要なことを協議する委員会である。定数は6名である。

### 常任委員会
飯綱町議会は本会議の決定によって議案などを専門的に詳しく審査する常設の委員会を設置している。
| 委員会名           | 定数 | 所轄事項 |
| ------------------ | ---- | --- |
| 総務産業常任委員会 | 8人  | - 総務課、企画課、住民環境課、産業観光課、建設水道課、税務会計課の所管に関する事項及び農業委員会、選挙管理委員会、監査委員、議会事務局に関する事項並びに他の常任委員会に属さない事項 |
| 福祉文教常任委員会 | 7人  | - 住民環境課、保健福祉課、教育委員会の所管に関する事項及び飯綱病院、訪問看護ステーションに関する事項                                                                                 |
| 予算決算常任委員会 | 14人 | - 予算及びこれに関する事項並びに決算及びこれに関する事項 |

### 特別委員会
特別委員会は、特定の事件について、専門的に調査・検討する必要に応じて設置される委員会である。
| 委員会名                 | 定数 | 所轄事項             | 委員長           |
| ------------------------ | ---- | -------------------- | ---------------- |
| 議会報編集調査特別委員会 | 6人  | - 議会報の編集、調査 | 石川信雄(無所属) |

## 議会改革の取り組み
町にあった第三セクター（スキー場）の破綻をきっかけに、行政はもとより議会の責任も問われることを認識し、平成20年1月議会改革について検討をはじめ、2月に町民アンケートを実施した。その結果、議会の現状を否定的にみている町民が76%以上にのぼった。それを受けて、議会全員協議会や常任委員会、議会運営委員会等で半年間に渡り30数回の自由討議や学習会、視察、研修会等を重ねて論点の明確化を図り、町民が求める議会像を「住民に開かれた議会」「町長と切磋琢磨する議会」「活発な討論が展開される議会」「住民の声を行政に反映する努力を貫ける議会」「飯綱町の住民自治発展の推進力となれる議会」「政策提言のできる議会」に集約し、議会改革の課題として、「一般質問に一問一答方式を導入し、町長に反問権を認める」「町民に対して議会の議決責任と説明責任を果たす」「議会への住民参加を広げる」「議会の情報公開をさらに進める」「議員の資質向上に努め議員同士の自由討議を活発に行う」「議員の政策立案能力を高め、政策提言、条例制定などに取り組む」「行政への批判と監視機能を一層強化する」「政務調査（活動）費を条例化し、政策研究、町民への広報活動等に活用する」が掲げられた。以後、町民と議会との懇談会や政策サポーター制度、議会広報モニター制度の導入、飯綱町議会基本条例の制定など議会改革を進めている。

## 政策サポーター制度
飯綱町議会では、町民による政策サポーター制度を導入している。行財政改革や人口増対策などの研究テーマに沿ってサポーターと議会議員が議論をし、5～8回程度の会議を経て政策提言書として取りまとめ町長に提出している。提言の後、議員提案により条例化されたものの一つに「飯綱町集落振興支援基本条例」があり、町長に対して集落の振興を支援する政策の取り組みを「集落支援プログラム」にまとめ毎年議会への報告と町民への公表を義務付け、さらにその実施結果、成果や課題などについて議会に報告し公表することを求めている。町は企画課の中に地域振興係を新設し、それに伴って予算付けをしている。
現在、政策サポーター出身の議員は３名。議員のなり手不足解消の一手になったことで全国的に注目を集めている。

### 制度の動機と必要性
- 開かれた議会とするためにも議会活動への町民参加を広げる
- 議員定数が減る中で、町民の知恵も借りて政策づくりを協働ですすめる
  - 議員定数の減少（合併前36名（18名＋18名）・現在15名）の中で住民からの議会支援

## 地方議会関連の受賞歴
| 受賞年月日       | 賞の名称                                                 |
| ---------------- | -------------------------------------------------------- |
| 平成23年11月4日  | 第6回マニフェスト大賞審査委員会特別賞及び優秀成果賞      |
| 平成24年2月9日   | 全国町村議会表彰                                         |
| 平成24年11月2日  | 第７回マニフェスト大賞優秀成果賞                         |
| 平成26年11月14日 | 第9回マニフェスト大賞審査委員会特別賞及び優秀成果賞      |
| 平成27年2月      | 第29回町村議会広報全国コンクール奨励賞                   |
| 平成28年2月5日   | 全国町村議会特別表彰                                     |
| 平成28年11月11日 | 第11回マニフェスト大賞優秀成果賞                         |
| 平成29年11月2日  | 第12回マニフェスト大賞グランプリ(寺島渉元議会議長による) |

## 議会への視察研修の受入状況
| 年度 | 受入件数 | 視察人数 |
| ---- | -------- | -------- |
| 23   | 10件     | 111人    |
| 24   | 8件      | 61人     |
| 25   | 3件      | 29人     |
| 26   | 12件     | 112人    |
| 27   | 20件     | 194人    |
| 28   | 39件     | 414人    |
| 29   | 18件     | 171人    |
| 30   | 49件     | 422人    |
| 1    | 34件     | 359人    |
| 2    | 0件      | 0人      |
| 3    | 1件      | 5人      |

（2022年3月末現在）